# 紧空间
在数学中，特別是點集拓撲學中，緊空間（英語：compact space）是對欧几里得空间{\displaystyle \mathbb {R} ^{n}}中的有界閉集合的推廣。
欧几里得空间{\displaystyle \mathbb {R} ^{n}}的所有有界閉集合是紧致的。例如，在{\displaystyle \mathbb {R} }中，单位区间{\displaystyle [0,1]}是紧致的，但整数集合{\displaystyle \mathbb {Z} }不是（它不是有界的），半开区间{\displaystyle [0,1)}也不是（它不是闭合的）。
廣義的定義是如果對於一个拓撲空間的所有开覆盖，都可以找到有限的子覆盖，則稱此拓撲空間是紧致的。根據海涅-博雷尔定理，欧几里得空间的子集緊緻當且僅當它「閉集且有界」。
注意：某些作者如布尔巴基使用术语“预紧致”，并把“紧致”保留给是豪斯多夫空间并且“预紧致”的拓扑空间。一个单一的紧致集合有时称为紧统（compactum）。在法語的數學著作中，quasi-compact是指緊緻，compact是指緊緻且豪斯多夫，不同於英語。

## 历史和动机
术语“紧致”是莫里斯·弗雷歇在1906年介入的。
很久以来就认识到了像紧致性这样的性质对于证明很多有用的定理是必需的。「紧致」最初是指「序列紧致」（所有序列都有收敛子序列）。这是在主要研究對象為度量空间時的使用的定義。而通過考慮開覆盖給出的「覆盖紧致」的定义更加有用，因為它能將緊致的概念推廣至更一般的拓扑空间，并且很多結論與在度量空间的已有结果相吻合，特別地，度量空間中「序列緊緻」與「覆蓋緊緻」等價。这种推广在研究函数空间的时候特别有用，而它们很多都不是度量空间。
研究紧致空间的主要原因之一是因为它们以某种方式类似于有限集合：有很多结果易于对有限集合证明，其证明可以通过极小的变动就转移到紧致空间上。常说“紧致性是在有限性之后最好的事情”。例如：
- 假设X是豪斯多夫空间，我们有一个X中的点x和不包含x的X的有限子集A。则我们可以通过邻域来分离x和A:对于每个A中的a，设U(x)和 V(a)分别是包含x和a的不相交的邻域系统。则所有U(x)的交集和所有V(a)的并集就是要求的x和A的邻域。

注意如果A是无限的，则证明失败，因为任意多个x的邻域的交集可能不是x的邻域。但这个证明是可以挽救的，如果A是紧致的：我们可以简单的选取A的覆盖{V(a)}的有限子覆盖。在这种方式下，我们看到在豪斯多夫空间中，任何点都可以通过不包含它的任何紧致集合的邻域来分离。事实上，重复这个论证证明了在豪斯多夫空间中任何两个不相交紧致集合可以通过领域来分离—注意这正好就是我们在豪斯多夫分离公理中把“点”（就是单元素集合）替代为“紧致集合”所得到的。涉及紧致空间的很多论证和结果都服从这个模式。
在度量空间中，所有的有限集都有最大与最小元素。一般而言，无限集可能不存在最大或最小元素（比如R中的(0, 1)），但R中的非空紧子集都有最大和最小元素。在很多情况下，对有限集成立的证明可以扩展到緊緻集。一个简单的例子是对以下性质的证明：定义在緊緻集上的连续实值函数是一致连续的。

## 定义

### 欧几里得空间中的紧致性
对于欧几里得空间{\displaystyle \mathbb {R} ^{n}}的子集，下列四個有關緊緻性的條件是等价的：
- 所有开覆盖都有有限子覆盖。这是最常用的定义。
- 所有在这个集合中的序列都有收敛子序列，且它的极限点属于这个集合。
- 这个集合的所有无限子集有在这个集合中的聚集点。
- 这个集合是闭合与有界的。这是最容易验证的定义，例如闭区间或闭n维球。

在其他空间中，这些条件等价与否依赖于該空间的性质。
注意尽管紧致性是集合自身（和它的拓扑）的性质，闭合性是相对于它所在的空间的；上述「闭合」的定義為在{\displaystyle \mathbb {R} ^{n}}中閉合。而在{\displaystyle \mathbb {Q} ^{n}}中閉合的集合不在{\displaystyle \mathbb {R} ^{n}}中閉合，因此一般不是紧致的。

### 拓扑空间中的紧致性
上段中的“有限子覆盖”性质要比“閉集与有界”更加抽象，但是它在用于 {\displaystyle \mathbb {R} ^{n}}的子集的子空间拓扑时有明显的好处，省去了使用度量或周围（ambient）空间的需要。因此紧致性是个拓扑性质。闭区间[0,1]在某种意义上是本质上紧致性的，不论它是如何嵌入{\displaystyle \mathbb {R} }或{\displaystyle \mathbb {R} ^{n}}中的。
拓扑空间{\displaystyle X}紧致的條件是它的所有开覆盖都有至少一个有限的子覆盖。也就是說：
如果对于任意一个由{\displaystyle X}的開子集构成的集合族{\displaystyle {\mathcal {C}}}，使得
{\displaystyle X=\bigcup _{x\in {\mathcal {C}}}x}
总存在一个{\displaystyle {\mathcal {C}}}的有限子集{\displaystyle F}，使得
{\displaystyle X=\bigcup _{x\in F}x}
則{\displaystyle X}緊致。

其他緊緻的等價定義利用了有限交集性质，如果拓樸空間 X 滿足下面這條件則 X 為緊緻空間：如果 {\displaystyle {\mathcal {C}}} 為 X 中任意一個閉子集的集族  且满足有限交集性质，則集族 {\displaystyle {\mathcal {C}}} 中所有元素的交集為非空集合。。这个定义对偶于使用开集的定义。
某些作者要求紧致空间还是豪斯多夫的，并把非豪斯多夫的紧致性叫做预紧致。

### 度量空间中的紧致性
在度量空间内，緊緻集可以定义为满足以下任一条件的集合：
- 任意序列有收敛子序列且该子序列的极限点属于该集合（自列緊緻集）。
- 如果它的所有开覆盖都有至少一个有限的子覆盖。
- 完备且完全有界。

## 性质
緊緻集具有以下性质：
- 緊緻集必然是有界的闭集，但反之不一定成立。
- 緊緻集在连续函数下的像仍是緊緻集。
- 豪斯多夫空間的紧子集是闭集。
- 实数空间的非空紧子集有最大元素和最小元素。
- 在{\displaystyle \mathbb {R} ^{n}}内，一个集合是緊緻集当且仅当它是闭集并且有界。（海涅-博雷尔定理）
- 定义在緊緻集上的连续实值函数有界且有最大值和最小值。（極值定理）
- 定义在緊緻集上的连续实值函数一致连续。

## 其他形式的紧致性
- 列緊緻集：每個序列都有收歛的子序列。
- 可数緊緻集：每個可數的開覆蓋都有一個有限的子覆蓋。
- 伪紧：所有的實值連續函數都是有界的。
- 弱可數緊緻：每個無窮子集都有極限點。

在度量空间中，以上概念均等价于緊緻集。
以下概念通常弱于緊緻集：
- 相對緊緻：如果一個子空間Y在母空間X中的閉包是緊緻的，則稱Y是相對緊緻於X。
- 预緊緻集：若空間X的子空間Y中的所有序列都有一個收歛的子序列，則稱Y是X中的预緊緻集。
- 局部緊緻空間：如果空間中的每個點都有個由緊緻鄰域組成的局部基，則稱這個空間是局部緊緻空間。

## 引用
- H.L. Royden Real Analysis（1988）Pearson Education, Inc. Delhi, India, ISBN 978-81-297-0105-3
- 张恭庆，林源渠，《泛函分析讲义》（1987）北京大学出版社，ISBN 978-7-301-00489-0
- Lynn Arthur Steen and J. Arthur Seebach, Jr., Counterexamples in Topology（1978）Springer-Verlag, New York
- . PlanetMath.